# Walaam

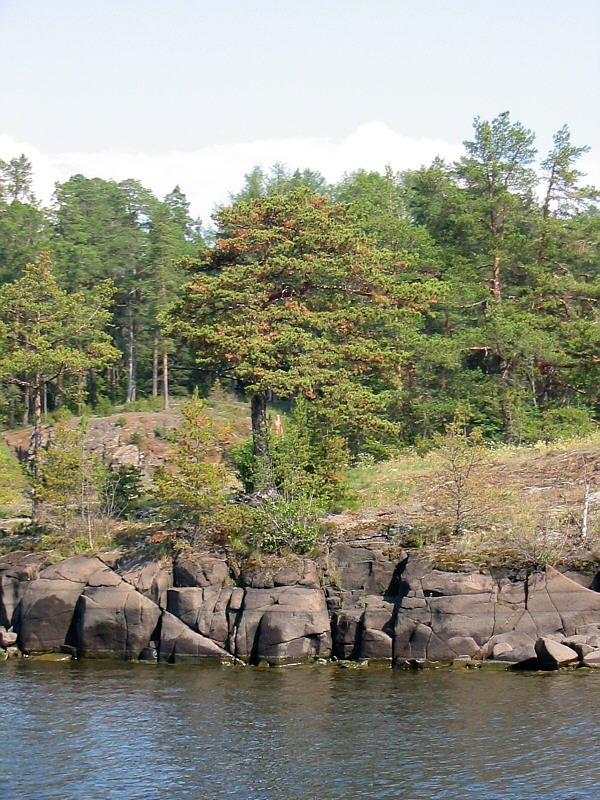
Blick auf das Ufer einer der Inseln

Walaam (russisch Валаам, finnisch Valamo) ist der Name einer Inselgruppe im nordöstlichen Teil des Ladogasees in Karelien, Russische Föderation sowie der Name der Hauptinsel des Archipels.

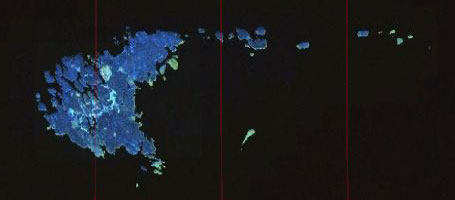
Satellitenbild des Archipels der NASA von 2004

## Geografie
Walaam gehört zur Republik Karelien und besteht aus über 50 zum Teil bewohnten Inseln mit einer Fläche von 36 km². Die Hauptinsel Walaam umfasst mit 27,8 km² ungefähr zwei Drittel der Fläche. Auf ihr befindet sich das orthodoxe Kloster Walaam.

## Geschichte
Walaam gehörte im 12. Jahrhundert zum Fürstentum Nowgorod und im Spätmittelalter zur Republik Nowgorod, die 1478, in der Regierungszeit Iwans III., unter die Herrschaft Moskaus kam. Im 17. Jahrhundert kam Walaam zum Königreich Schweden. Ab 1809 gehörte Walaam zum Großfürstentum Finnland und ab 1917 zum unabhängigen Staat Finnland. Als Folge des Winterkriegs kam Walaam als Teil Kareliens zur Sowjetunion. Danach ließ Stalin auf Walaam eines der Lager des Gulag einrichten. Seit dem Zerfall der Sowjetunion gehört Walaam zur Teilrepublik Karelien der Russischen Föderation.